# Elternmisshandlung
Als Elternmisshandlung (auch Parent battering) werden gewaltsame Übergriffe und Aggression von Kindern und Jugendlichen gegenüber ihren Eltern verstanden. Das Gewaltspektrum geht dabei von verbaler und physischer Gewalt wie Drohen, Beschimpfen, Erpressen, Beklauen und Quälen bis hin zu schwerer Körperverletzung. In seltenen Fällen kommt es zu Tötungsdelikten seitens der Kinder an ihren Eltern.

## Folgen
Auch andere Familienmitglieder wie Geschwister können unter der Situation leiden. Viele Eltern(teile) verschweigen dieses Verhalten ihrer Kinder aus Scham, Angst vor weiterer Gewalt und Vorwürfen, nicht richtig erziehen zu können und versagt zu haben. Das sorgt wiederum für eine hohe Dunkelziffer in der Gesellschaft und führt dazu, dass Betroffene oft keine Familientherapie oder andere Hilfen in Anspruch nehmen. Den Kindern und Jugendlichen fehlt es oft an angemessenen Regeln, Grenzen und Sanktionen in der Eltern-Kind-Beziehung, was dazu führt, dass sie teilweise die Macht über ihre Eltern besitzen und damit eine umgekehrte Hierarchie in der Familie herstellen. Der Nachwuchs ist mit seiner Rolle meist überfordert und teilweise auch unzufrieden, will sie aber aufgrund der Attraktivität und Macht auch nicht aufgeben.

## Statistik
Wissenschaftliche Untersuchungen zur Gewalt von Kindern gegen ihre Eltern sind selten.
Eine britische, von Her Majesty's Inspectorate of Probation (HMIP) herausgegebene Studie stellte fest, dass mehrere Faktoren die Untersuchung des Phänomens der Elternmisshandlung erschweren. Einerseits gibt es große Unterschiede in den verwendeten Begriffen und Definitionen; im Vereinigten Königkreich sind dies unter anderem: child/adolescent to parent violence and abuse (CAPVA), child to parent violence (CPV) und adolescent family violence (AFV). Studien beziehen sich zudem auf unterschiedliche Bevölkerungsgruppen, hinzu kommt eine vermutete hohe Dunkelziffer. Laut einer Studie, die Fälle von Elternmisshandlung im Vereinigten Königreich von 2018 bis 2020 untersuchte, wurden 60 % der untersuchten Fälle von Elternmisshandlung durch die Polizei als Violence Against the Person kategorisiert, 25 % als Criminal Damage.
In einem 2002 vom österreichischen Bundesministerium für soziale Sicherheit und Generationen herausgegebenen Gewaltbericht referierten Maria Steck und Brigitte Cizek vom Österreichischen Institut für Familienforschung die wenigen Studien zum Thema.
In einer 1994 veröffentlichten deutschen Studie von Anke Habermehl hatten rund 48 % der befragten Eltern Gewalt durch ihre Kinder erfahren, 20 % der befragten Eltern im vorhergehenden Jahr. In einer US-Studie aus dem Jahr 1981 hatten 18 % der Kinder ihre Eltern innerhalb eines Jahres geschlagen.
Die Häufigkeit von Gewalthandlungen von Kindern gegen ihre Eltern nimmt laut Habermehl mit zunehmendem Alter ab. So erfuhren 55 % der Eltern, bei denen das älteste Kind unter sechs Jahre alt war, Gewalt. Bei Eltern mit Kindern über 18 waren es nur noch 5,2 %.  Allerdings nehme die Schwere der Gewalt teilweise zu. So trete ab einem Alter von etwa 14 Jahren auch das Verprügeln der Eltern auf. Mit größerer Anzahl von Kindern in einer Familie nehme die Häufigkeit von Gewalt gegen die Eltern zu.
Bezüglich der Geschlechterverteilung bei Tätern und Opfern widersprechen sich die verschiedenen Studien. Je nach Studie überwiegen Töchter oder Söhne als Täter und Mütter oder Väter als Opfer.

## Ursachen
Die Schweizer Psychologin Eva Zeltner deutet das Phänomen als falsch verstandene Elternliebe, die auf materielle Zuwendung und Übervorsorge der Eltern sowie ein zu freundschaftliches Verhältnis mit einer Antiautoritären Erziehung und emotionaler Abhängigkeit und Verlustängsten der Eltern zurückzuführen ist. Eltern wirken daher nicht stabil genug auf den Nachwuchs und gelangen in die Opferrolle. Zudem kann es bedingt durch die Pubertät und das soziale Umfeld zu verstärkter Gewalt kommen. Emotionale Vereinsamung durch elterliche Abwesenheit kann ebenfalls das Aggressionspotenzial bei dem Heranwachsenden erhöhen. Der Nachwuchs habe dadurch nicht genug Achtung und Empathie für die Eltern.
Die Situation verstärken können der Kontakt zu Peer Groups, Suchtverhalten und der bereits erlernte Umgang mit Gewalt und antisozialem Verhalten. Ebenfalls kann ein Elternteil, der ebenfalls gewalttätig gegenüber dem anderen ist, als Vorbild aufgefasst werden, so dass der Nachwuchs dies übernimmt (Lernen am Modell).
Des Weiteren können die Abschottung der Familie von der Außenwelt und eine allgemeine psychische Instabilität oder sonstige Schwäche der Eltern sowie eine geringe Frustrationstoleranz und ein allgemein hohes Aggressionspotenzial des Nachwuchses dazu beitragen.

## Therapie und Hilfe
Betroffene Eltern sollten sich in eine professionelle Therapie begeben oder gemeinsam mit dem Nachwuchs eine Familientherapie beginnen. Bei Gewalttaten kann das Jugendamt oder die Polizei kontaktiert werden. Für betroffene Eltern gibt es mehrere anonyme Beratungsstellen.